# كهف كوزميك
كهف كوزميك (بالإنجليزية: Cosmic Cavern)‏؛ هو كهف يقع في مقاطعة كارول في الولايات المتحدة.

## السياحة
يعد «كهف كوزميك» أحد مواقع الجذب السياحي في مقاطعة كارول في ولاية أركنساس الأمريكية.